# Microcoelia jonssonii
Microcoelia jonssonii är en orkidéart som beskrevs av Dariusz Lucjan Szlachetko och Tomasz Sebastian Olszewski. Microcoelia jonssonii ingår i släktet Microcoelia och familjen orkidéer. Inga underarter finns listade i Catalogue of Life.